# 9629 Servet
A 9629 Servet (ideiglenes jelöléssel 1993 PU7) a Naprendszer kisbolygóövében található aszteroida. Eric Walter Elst fedezte fel 1993. augusztus 15-én.